# 404 î.Hr.

## Decese
- Darius al II-lea, rege al Persiei, din dinastia Ahemenizilor (n. 475 î.Hr.)